# Glyptothorax rupiri
Glyptothorax rupiri — вид сомоподібних риб родини Sisoridae. Описаний у 2021 році.

## Поширення
Ендемік Індії. Поширений в басейні річки Брахмапутра у штаті Аруначал-Прадеш.